# Muraszaki udvarhölgy naplója

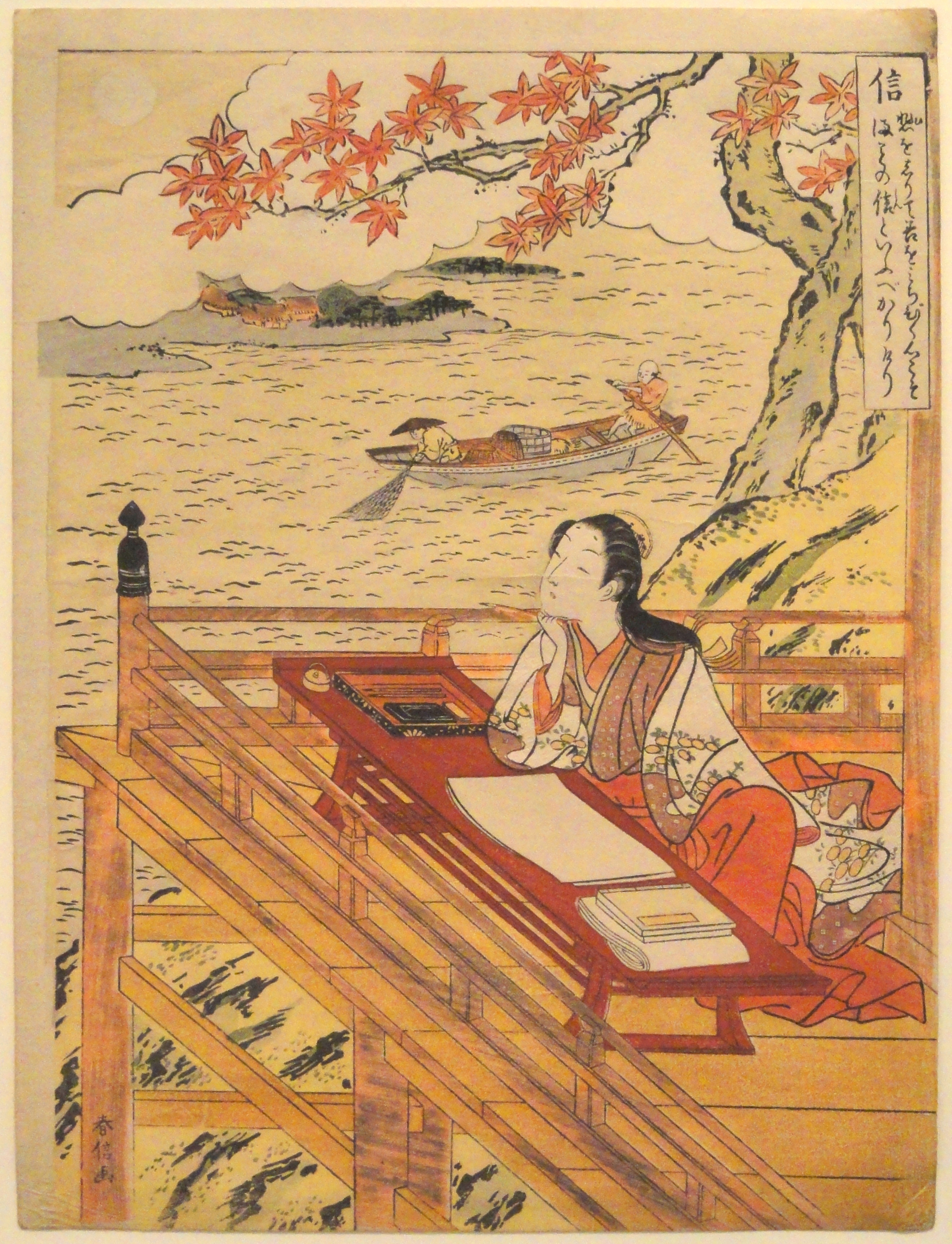
Muraszaki az Isijamadera templomban alkot, miközben a holdat nézi.Szuzuki Harunobu metszete 1767 körül

A Muraszaki udvarhölgy naplója (japánul: 紫式部日記, Hepburn-átírással: Murasaki Shikibu nikki) címet naplóbejegyzések egy gyűjteményének adták, melyet a 11. században, a Heian-kor csúcsán írt Muraszaki Sikibu japán írónő és udvarhölgy. A mű az akkoriban újdonságnak számító kana írással készült, melyet elsősorban a nők használtak, akiknek nem volt szabad kínai írást tanulniuk.
A napló valószínűleg 1008 és 1010 között keletkezett, ugyanis ez idő alatt teljesített Muraszaki udvari szolgálatot. Legnagyobb részét a Sósi (Akiko) császárnő első fiának születéséről, és az ezt kísérő ceremóniákról szóló leírás teszi ki. Ezen kívül tartalmaz még az udvari életet bemutató bejegyzéseket, valamint jellemzést és kritikát a többi udvarhölgyről, mint például Izumi Sikibu vagy Szei Sónagon. Mindezt waka költemények egészítik ki. Eltér a nyugati értelemben vett napló műfajától, mivel nem követ szigorú időrendet, és a fontosabb eseményeket emeli ki az egyszerű mindennapi élettel szemben. Sokkal realisztikusabb képet nyújt a kor társadalmáról, mint másik jelentős műve, a Gendzsi szerelmei (más néven Gendzsi regénye, Gendzsi monogatari).
Japán tekercskép is készült róla a 13. században, a Kamakura-korban, Muraszaki Sikibu napló emaki címen. Ezen kívül a naplótöredékek több angol, és egy 1966-os részleges magyar fordítás alapjául is szolgáltak.

## A mű történeti és kulturális háttere
A 9. században a kínai Tang-dinasztia hanyatlásnak indult, s csökkenni kezdett Japánban a kontinens befolyása. Ez megindította a Heian-kor nagy nemzeti törekvéseit, melynek köszönhetően a japán kultúra és műveltség kialakítása és ápolása került a figyelem középpontjába. Meghatározó változást jelentett, hogy a 9. századra kialakult a két japán szótagírás, a hiragana és a katakana. Megkönnyítette a japán nyelvű irodalmi szövegek lejegyzését, a korábban nehézséget jelentő, hosszú szavak írását, mivel a kínai írásjegyekkel ellentétben ezek sokkal jobban megfeleltek a japán nyelv sajátosságainak. Fellendült a nemzeti irodalom, és kialakultak a jellegzetes japán műfajok.
A 9–12. században az irodalom alkotói és támogatói elsősorban az arisztokrácia rétegéhez tartoztak. Mind a férfiak, mind a nők esetében elvárt volt, hogy tudjanak verselni, értsenek a kalligráfiához és buddhista eszmékhez, valamint, hogy érzékenyek legyenek környezetük érzései és a szépség iránt. Ekkoriban a férfiak csak kínai nyelven írtak, a japán írásban való használata még műveletlenségnek számított. Ezért a nőkre hárult a feladat, hogy a nemzeti nyelvet irodalmi rangra emeljék. Az ilyen művelt, arisztokrata asszonyok munkájának gyümölcseként a népszerű kínai irodalmi stílus, a kanbun helyett kialakult a vabun japán stílus, megteremtve a japán irodalmi széppróza alapjait. Ebben nagy szerepe volt Muraszakinak is.
A Heian-kori nők jó része kiváló költő volt, azonban azok alkották a japán irodalom monumentális műveinek figyelemre méltó hányadát, akik a prózához fordultak. Az emberek életének szerves része volt az irodalom. A nőknek ez volt a szórakozás egyik fő formája. Verseket tanultak és írtak, románcokról ábrándoztak, versenyeket szerveztek a kísérőik között, melyek során régi és új történeteket hasonlítottak össze, vagy megkértek egy hölgyet, hogy olvasson fel nekik, míg ők a képeket nézegették.
A 10–11. században a hatalom a sokoldalú műveltséggel rendelkező Fudzsivara család kezében volt, akik ügyes beházasítási politikát alkalmaztak. Lányaikat udvari szolgálatra küldték, vagy trónörökösökhöz és császárokhoz adták feleségül. Így vált a Fudzsivara családfő uralkodók apósává, nagyapjává, sőt sok esetben régenssé, és nőtt befolyása a politikában és kulturális életben. Ezt a befolyást felhasználva jelentősen hozzájárultak a nemzeti irodalom fejlődéséhez.
Ebben az időszakban az éppen uralkodó császárnak, Icsidzsónak két felesége volt: Szadako, az elsőként hozzáadott császárnő, egy korábbi főminiszter, Fudzsivara no Micsitaka lánya, míg a második, Akiko, Fudzsivara no Micsinaga, az akkori főminiszter gyermeke volt. Mindketten külön lakosztállyal rendelkeztek a palotában. A rivalizálás e két császárnő között magától értetődően nagy volt, és ez kiterjedt a kíséretükre is. Mindketten arra törekedtek, hogy olyan udvarhölgyekkel vegyék körül magukat, akik nem csak szépek, de rendkívül műveltek is. Szadako kísérete gyöngyének Szei Sónagont, a Párnakönyv (Makura no Szósi) szerzőjét tartották, míg Akiko hölgyei közül Muraszaki emelkedett ki.

## A szerző
Muraszaki életéről viszonylag keveset tudunk. 978 körül születhetett, a Fudzsivara család szegényebb ágának tagjaként. Művelt hátteret tudhatott magáénak, apja, Fudzsivara Tametoki korának kiemelkedő tudósa volt, bátyját pedig tehetséges költőként tartották számon. Kiváló nevelést kapott, melyet később jelentősen kamatoztatni tudott. 996-ban apjával tartott Ecsizenbe, aki ott kapott négy éves kormányzói megbízatást. Később visszatért a fővárosba, és 994 és 998 között hozzáment Fudzsivara no Nobutakához, a császári testőrség hadnagyához. 1000-ben kislányuk született, aki később Daini no Szanmi néven ismert költőnő lett. Férjét egy éven belül, 1001-ben elvitte az akkor Japánban áldozatait szedő nagy pestisjárvány. Nem ő volt első felesége, viszont házasságuk valószínűleg boldog lehetett, hiszen később naplójában visszatérő motívum a gyász, melyet férje halála miatt érzett. Ezután 1005-ig vidéken élhetett, azonban ezt követően csatlakozott az udvarhoz Akiko császárnő egyik udvarhölgyeként. Halála időpontja ismeretlen. Az egyetlen biztos információ, hogy az 1031-ben Sósi császárné udvarhölgyeiről összeállított listán már nem volt rajta.
Valódi nevét szintén nem tudjuk. A „Sikibu” apja pozíciójára utal, melyet egy időben a Sikibu Sóban, azaz a szertartások hivatalában töltött be, ugyanis a korban a nőket legtöbb esetben férfi rokonaik rangja alapján azonosították. Emellett udvarhölgyként is fordítható. A Muraszaki név eredetét illetően kétféle történet is létezik. Az egyik szerint a Gendzsi regényének egyik központi szereplője, egy azonos nevű hölgy után kapta. A másik történet elmondása alapján az írónő édesanyja Icsidzsó császár egyik nevelője volt, aki annyira szerette őt, hogy kislányát a muraszaki nevű lila virágú növényről nevezte el. Ez származására is utal, hiszen a Fudzsivara szó „lilaakácmezőt” jelent. Azonban olyan elmélet is van, mely szerint maga a virág kapta Muraszakiról a nevét.

## A napló

### Műfaj és stílus
A japán napló (nikki) jellegzetesen epikus műfaj, mely a Heian-kor irodalmára jellemző módon a nők által teljesedett ki, ők voltak fő alkotói. Az ide tartozó művek japán nyelven íródtak, és a nyugati önéletrajzokhoz hasonlóan a szerzőjük életének fontos eseményeit tartalmazzák, általában kronologikus sorrendben. Helen McCullough szerint viszont ezeket a munkákat inkább nevezhetnénk emlékiratnak, mint klasszikus értelemben vett naplónak, hiszen az idővezetés nem következetes. Egy-egy kiemelt mozzanatot vagy történést oldalakon keresztül tárgyalnak, azután hosszú ideig nincs is újabb bejegyzés. Az író dönti el, mit tesz bele és mit hagy ki, sokszor használják a fikció vagy a történelem elemeit. Egyes esetekben még csak nem is egyes szám első, hanem harmadik személyben írnak, így a főszereplő nem feltétlenül azonos a szerzővel. A naplók által betekintést nyerhetünk a korabeli udvar mindennapjaiba, a császárnők, arisztokraták és udvarhölgyek versengéseibe, szerelmi kalandjaikban, intrikáikba, a ceremóniák és a vallási élet rejtelmeibe. Mindezt a műfaj sajátosságaiból adódóan személyes, bensőséges hangnem és őszinte megnyilatkozások jellemeznek.
A Muraszaki udvarhölgy naplója rendkívül realisztikusan ábrázolja a Heian-kori udvart ellentétben a Gendzsi regényével, mely eszményített világot és szereplőket tár elénk.

### Udvari élet

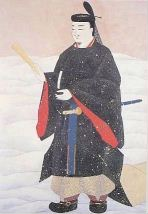
Fudzsivara no Micsinaga ábrázolás

A napló Sósi (Akiko) császárnő várandósságának utolsó napjaival kezdődik, amikor visszaköltöztetik egy időre apja házába. Ezt követik a szülés körülményeiről, és a gyermek szerencsés világrajöveteléért szervezett szútraolvasásokról, buddhista rítusokról és ceremóniákról, majd az ünneplésekről szóló hosszú leírások. Ezek teszik ki a mű 65%-át. Ez az esemény rendkívüli fontosságú, hiszen a császár első fiúgyermekéről, és ezáltal a trónörökösről van szó. Így Akiko válik a főfeleséggé, a Fudzsivara-dinasztia Micsinagához tartozó ágának befolyása pedig nagy mértékben megnő.

Ezekben a részekben megmutatkozik Micsinaga igazi jelleme, mely össze sem hasonlítható Gendzsi hercegével, noha Muraszaki róla mintázta regényének fénylő főszereplőjét. Részeg viselkedésével zavarba hozza feleségét és lányát, folyamatos flörtölésével pedig kellemetlenséget okoz Muraszakinak. Ennek egyik példájára így emlékezik az írónő:
„Őfőméltósága, Micsinaga régens megpillantotta a császárné lakosztályában a Gendzsi szerelmeit. Szokásos modorában ingerkedni kezdett velem, majd ezt vetette papírra s nyújtotta át nekem szilvagallyacskához kötözve:
Te, hő szerelmek krónikása, fanyar, mint e
fanyar szilva, férfiszájnak nem lehetsz, ugye?
Ezt válaszoltam rá:
Ha nem kóstoltad, honnan tudnád
bármelyikről, fanyar-e vagy édes-e?

Megdöbbentesz, uram!”
Emellett tudjuk, hogy Muraszakit kiváló irodalmi tehetsége miatt hívta lánya mellé az udvarba. Azt viszont nem tudni, pontosan milyen kapcsolat fűzte őt Fudzsivara Micsinagához. Sósi császárnő ezzel szemben Muraszaki leírása szerint komoly és visszafogott, aki udvarhölgyeitől is elvárja a tartást és az illemet. Naplójának egy későbbi bejegyzésében így ír róla:
„Császárnénkat, amikor még egészen ifjú volt, mindig nagyon bosszantotta, valahányszor hallotta, amint sekélyes műveltségű emberek öntelten mondogattak közönséges és korlátolt dolgokat; éppen ezért azokat a hölgyeket kedvelte, akik nem követtek el tapintatlanságot, a gyermeki kedélyűeket meg különösen szerette. Ezért is lettek a mi hölgyeink annyira visszahúzódóak.”
A műveltséget is értékelte, ugyanis mint egy részletből kiderül, arra kérte Muraszakit, tanítsa őt kínaiul. Természetesen csak titokban, mert ekkoriban még a császárnőnek sem szabadott kínai nyelvet tanulnia. Így Li Taj-Po-versek segítségével oktatta, amikor senki más nem volt jelen.

### Udvarhölgyek
A napló második nagy egységét a többi udvarhölgyről szóló jellemrajzok teszik ki. Ezekben megpróbál objektív maradni, azonban szép számban fogalmaz meg kritikákat. Szerinte Sósi kíséretének tagjai gyenge akaratúak, túlságosan tartózkodók és tapasztalatlanok a férfiakkal szemben. Rendkívül éles szeme volt környezete hibáinak meglátásához, és ennek hangot is adott.

Legtöbb kritikát Szei Sónagonnal szemben fogalmaz meg, aki rajta kívül a Heian-korszak másik legkiemelkedőbb írónője. Sok bennük a közös vonás, mindketten művelt, arisztokrata családból származnak, egyikük házassága sem ért jó véget, kivételes irodalmi tudásuk miatt kerültek egy-egy császárnő mellé, azonban egyikük sem érezte jól magát az udvari környezetben. Mindketten az írásban találtak menedéket a magány elől, és tisztában is vannak írói tekintélyükkel, amit féltékenyen őriznek. Ezért is tekintenek vetélytársként egymásra. Emellett írásuk stílusa is különbözik. Muraszaki romantikus, hőseit idealizálja, ezzel szemben Sónagon tükröt tart kora társadalma elé, kíméletlenül leplezi le a császári udvari élet erkölcseit és negatívumait. Muraszaki így jellemzi őt:
„Szei Sónagon legjellemzőbb tulajdonsága rendkívüli önteltsége. Elég megvizsgálnunk azokat a kínai írással papírra vetett, elbizakodott hangú szerzeményeket, amelyeket oly bőkezűen hint el az udvarnál, és máris láthatjuk, micsoda ügyetlen tákolmányok. Az a legfőbb öröme, ha megbotránkoztathatja az embereket; s minthogy újabb és újabb különcködései is már a könyökünkön jönnek ki, egyre botrányosabb módszerekhez folyamodik, csak hogy magára vonja a figyelmet. Valamikor jó ízlésű és finom modorú nő volt, de most már nem bírja türtőztetni magát, és a legalkalmatlanabb helyzetekben fékevesztettségekre ragadtatja magát, ahogy épp a szeszélye diktál. Hamarosan eljátssza minden jogát arra, hogy komoly jellemnek tekintsék, és el sem tudom képzelni, mi lesz vele, amikor kiöregszik mostani beosztásából.”
Kritikus szemmel nézi még Izumi Sikibut, a korszak egy másik igen jelentős költőnőjét, az Izumi Sikibu napló (Izumi Sikibu nikki) szerzőjét:
„Izumi Sikibu úrhölgy elbűvölően levelez, de viselkedése igazán nem ildomos. Finoman, könnyedén, sziporkázó szellemességgel ír. Legapróbb szavának is zamata van. Versei bájosak, de csupán rögtönzés mind, és spontán röppen el ajkáról. Mindegyikben akad valami érdekesség, és a hölgy a régi költészetben is járatos, de nem igazi művész, akit eltölt a költészet valódi szelleme. Mégis úgy hiszem, még ő maga sem merészel ítéletet mondani mások verseiről…”
Sokak nem kedvelték visszahúzódó, kissé hűvös stílusa, és azon tulajdonsága miatt, hogy mindenről határozott véleménye van. Talán egyedül Sósi császárnő ismerte őt igazán. Naplója szerint egyszer meg is jegyezte neki: „Mindig ügyelsz, hogy meg ne mutasd a lelkedet, de én bensőségesebb kapcsolatba kerültem veled, mint mások.” Elmeséli, amint egyszer, mikor a császár a Gendzsi szerelmeit olvasta, megjegyezte, hogy írója bizonyára jól ismerte a Japán Krónikáját, mire egy különösen ellenszenves udvarhölgy a „Japán női krónikása” nevet adta neki.

### Magánélete
A napló harmadik nagy egységét az otthon töltött éveit, emlékeit, személyes érzéseit és elmélkedéseit leíró részek képezik. Ezekben nagy hangsúlyt kap magánya és férje halála miatti gyásza. Nem érezte jól magát az udvari élet pletykákkal és intrikákkal teli légkörében. Tisztában volt vele, hogy sokan nem kedvelik, amiről ezt írta naplójában:
„Bájos, de félénk, mások pillantása elől is meghátrál, büszke, elbeszélések rajongója, hiú és poéta lélek, másokat féltékenyen szemmel tart – ez a véleményük rólam azoknak, akik nem ismernek, de miután megismernek, így nyilatkoznak: „Csodálatosan kedves vagy így, szemtől szemben; nem is ismerek rád annak alapján, ahogy elképzeltelek.”
Emellett megoszt egy anekdotát is, mely szerint mikor bátyánaknek gyerekkorában kínai nyelvet kellett tanulnia, ő egy paraván mögött ülve hallgatta óráit, és rendkívül gyorsan tanult. Ha bátyja nem tudott egy kérdésre válaszolni, amit mestere feltett neki, Muraszaki mondta el a megoldást. Hozzáfűzte: „Apám lelkesedett a tudományokért, és sajnálta, hogy nem fiúnak születtem…”

### Gendzsi szerelmei
Naplójában nem találunk sok utalást regényére, azonban ami van, az nagy jelentőségű. Nehéz meghatározni, mikor is kezdte írni a Gendzsi szerelmeit, erről biztos információt csak a naplóban találni. Egy 1008-as bejegyzésben említi először főhősét, 1009-ben pedig leírja már a mű címét is. Emellett megemlíti, hogy Fudzsivara no Micsinaga régens egyszerűen elemeli Muraszaki Gendzsi-példányát, amit az udvarban tartott magánál, így neki már egyetlen egy sem marad a birtokában.

## Fordítások
1920-ban jelent meg Annie Shepley Omori és Kochi Doi Diaries of Court Ladies of Old Japan című könyve, mely Muraszaki udvarhölgy naplója mellett tartalmazza Izumi Sikibu naplóját, és a Szarasina naplót. A bevezetőt Amy Lowell írta.
Emellett jelentős Richard Bowring 1982-ben kiadott fordítása.

### Magyarul
Töredékeit Holti Mária és Philipp Berta fordította magyarra az 1966-os Párnakönyv. Japán irodalmi naplók a X-XI. századból című művében, melyben részleteket találhatunk továbbá Szei Sónagon Párnakönyvéből, az Iszei történetekből (Isze monogatari), Ki no Curajuki Toszai naplójából (Tosza nikki), a Micsicuna anyja által írt „Ökörnyál-naplóból” (Kageró Nikki), valamint a Takaszue lánya által írt Szarasina naplóból (Szarasina nikki).
- Muraszaki asszony: Napló; ford. Philipp Berta; in: Párnakönyv. Japán irodalmi naplók a X-Xl. századból; Európa, Budapest, 1966

## Emakimono
A Muraszaki Sikibu napló emaki a 13. század közepe táján, a Kamakura-korban keletkezett. A tekercskép a naplóból vett kalligrafikus szövegeket és ezek illusztrációit tartalmazza. Az írást jobbról balra kell olvasni, és a képek is ebben az irányban adják ki a történetet. A tekercsen található szöveg jelentős egyezést mutat a naplóéval, ezért a kutatók úgy vélik, az eredeti tekercs Muraszaki művének egészét, vagy legalábbis nagy részét tartalmazhatta, ennek azonban körülbelül 80%-a elveszett az idők folyamán. A naplóban műfajából adódóan sokféle érzelem megjelenik, amik érzékletes megjelenítése az író munkájával összhangban hozza ki Penelope Mason szerint az emakimonoból vagy más néven emakiból annak teljes potenciálját. Ebből a szempontból ennek a műnek az ábrázolását „a kor prózai-költészet illusztrációinak egyik létező legjobb példájának” nevezi.
A képek követik a késő Heian-kor és a korai Kamakura-kor hagyományait. Ezek egyike a hikime kagibana, mely megfosztja a szereplőket az egyéni arckifejezésektől, mindannyian „vonal-szeműek és horgas orrúak”. Szintén jellegzetesség a fukimuki jatai, azaz „lefújt tető”, melynek jellemzője, hogy a belső teret felülről mutatja, mintha a tetőt levették volna a helyéről. Emellett a bent tartózkodó embereket szembeállítja az ajtó másik oldalán lévő kivételes szépségű természettel, úgymond „házhoz köti őket”.
A tekercs fennmaradt töredékét 1920-ban találta meg Morikava Kanicsiró (森川勘一郎) öt darabban, melyek közül az ötödik egy magángyűjtemény részét képezi, az első, második és a negyedik a tokiói Gotó Múzeumban, a harmadik pedig a Tokiói Nemzeti Múzeumban található. Ezek közül a Gotó Múzeum darabjait Japán nemzeti kincseivé nyilvánították.

## Külső hivatkozások
- Muraszaki udvarhölgy naplója (angol nyelven)